# Руби Сидлес
Руби Сидлес е червен безсеменен десертен сорт грозде с произход от САЩ. Сортът е получен от проф. Олмо чрез кръстосването на сортовете Емпериор х Пировано 75 в опитната станция по земеделие в Дейвис, Калифорния, САЩ. Размножен е върху по-големи площи в САЩ и Италия. В България е внесен през 1984 г. и е размножен в няколко района на страната.
Познат е и под името: Кинг Руби.
Къснозреещ сорт, узрява около средата на месец октомври. Лозите са силно растящи с много висока родовитост.
Гроздът е голям, коничен или крилат, полусбит. Масата на един грозд е около 1000 г, отделни гроздове достигат 2 – 3 кг. Зърната са средно големи, овални. Кожицата на зърното е дебела, жилава до крехка, червеникавочервено до тъмночервено оцветена. Консистенцията е твърда, месеста, с приятен неутрален вкус. Зърната са напълно безсеменни. Средната маса на едно зърно е около 5 до 6 г.
Гроздето е с голяма транспортабилност и съхраняемост. Съхранява се много добре в хладилници. Подходящо за консумация в прясно състояние, за направа на компоти, сладка, конфитюр, коктейли и др.